# Хакасская одежда

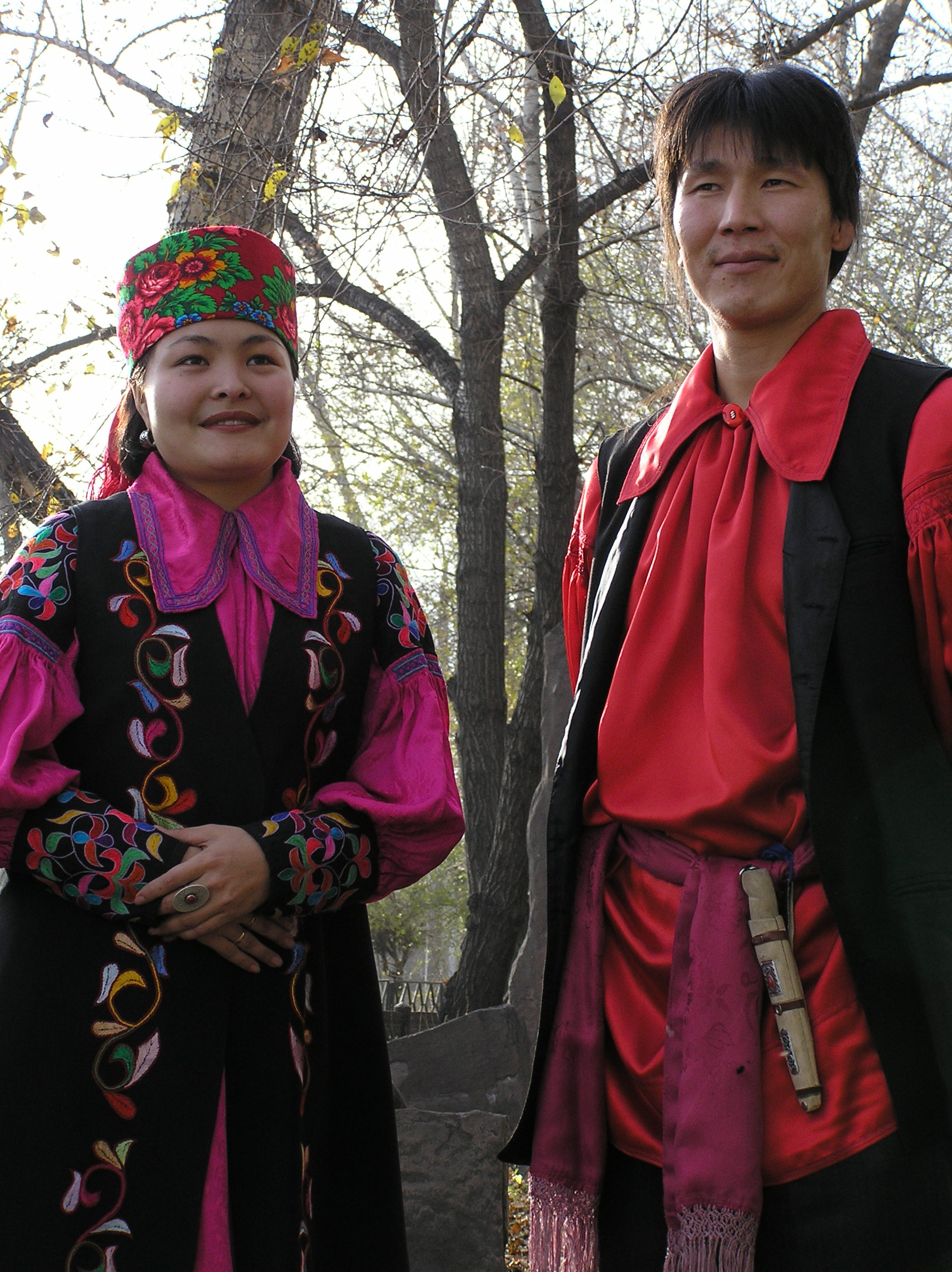
Женщина и мужчина в хакасской одежде

Хакасская одежда — исторически сложившийся комплекс народного костюма хакасов, не имеющий прямых аналогов в одежде других родственных народов. Этнический костюм бытовал в основном до второй четверти XX века, затем был вытеснен одеждой европейского покроя.

## Нательная одежда
У мужчин рубаха (ир кӧгенек), а у женщин — платье (ипчі кӧгенек) шились предпочтительно из ткани ярких цветов. Подтаёжная часть населения носила рубахи из холста. Остальные из хлопчатобумажных тканей. Наиболее зажиточные хакасы имели шёлковые рубахи и платья, которые надевали по праздникам.
Мужская рубашка шилась с наплечниками, свободной, длинной и широкой в подоле. На груди и на спине у самого воротника она собиралась в мелкие сборки. Воротник был широким и отложным, застёгивающимся на одну пуговицу. Наплечники, воротник, обшлага мужских рубашек делались из того же материала, что и сама рубашка. Рукава (нин) рубашки были тоже широкие и собирались в мелкие сборки у наплечника (иңмен, ээн) и обшлагов (моркам). Сборки у наплечника обычно прошивались цветными нитками. В подмышку рукавов вставлялась квадратная ластовица (холтых). Подол подрубался широко из того же материала, этот вид рубашки встречается до сего времени. Наряду со старинной рубахой, в ряде мест встречались ещё в начале XX в. рубахи смешанного покроя. Рубаха кроилась с кокеткой, вдоль которой шли оборки. Воротник делали, как и раньше, отложным. Рукав был гладкий с обшлагом без сборок и без ластовицы. Верхняя часть рубахи была на подкладке.

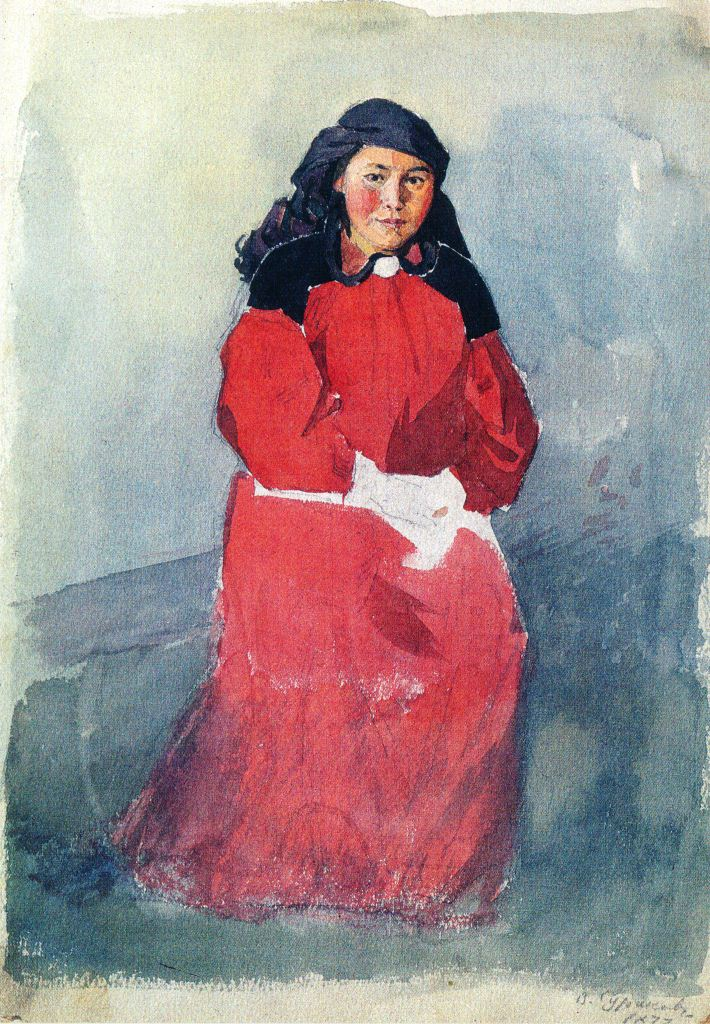
Этюд В. И. Сурикова «Минусинская татарка»

Покрой женского платья был практически одинаков, но оно было гораздо длиннее рубахи и с клиньями посередине спинки. Полики, обшлага и подол женского платья делались из другой ткани. Шили чаще всего из цветного ситца или сатина. Зажиточные хакаски имели и шёлковые платья. Углы воротника (мойдырых), наплечники (иңмен, ээн), обшлага (моркам) и ластовицы женского платья делались обычно из другого материала. Платье застёгивалось на одну пуговицу. К праздничным платьям пришивались перламутровые пуговицы. Сборки рукавов у наплечника прошивались или вышивались цветными нитками в несколько полосок или узорами. Наплечники иногда также вышивали узорами. Подол подшивался другой тканью. Вдоль подола шла вышивка цветными нитками геометрическими узорами. Этот вид женского платья у хакасок бытует до сего времени. Кое-где, заимствуя от русских, хакасские женщины в конце XIX века начали носить нижние рубахи (iстінe кисчең кӧгенек). Они шились короткими, без рукавов, со стоячим воротником. Воротник застёгивался на две пуговицы и плотно прилегал к шее, поэтому воротник нижней рубашки обычно выступал наружу из-под воротника платья. В подтаёжных местах женщины, как и мужчины, в обыденные дни часто носили платья из холста. Но уже в XIX столетии в местах, расположенных близко к русским поселениям, хакасские женщины стали носить платья русского покроя, кофты, юбки. В целом традиционная женская одежда оказалась более устойчивой, чем мужская, и сохранилась в аалах до сегодняшних дней. Женские штаны шились из сатина и дабы.
В прошлом бытовали рубахи и штаны, сшитые из ровдуги. Этот вид одежды вышел из быта хакасов к концу XIX века. Ровдужная рубаха была без воротника с прорезом для надевания через голову и завязывалась двумя лямочками. Пояс штанов делался на вздёржке (пил пaғ). Между штанинами вставлялся клин, носивший название тагдай.

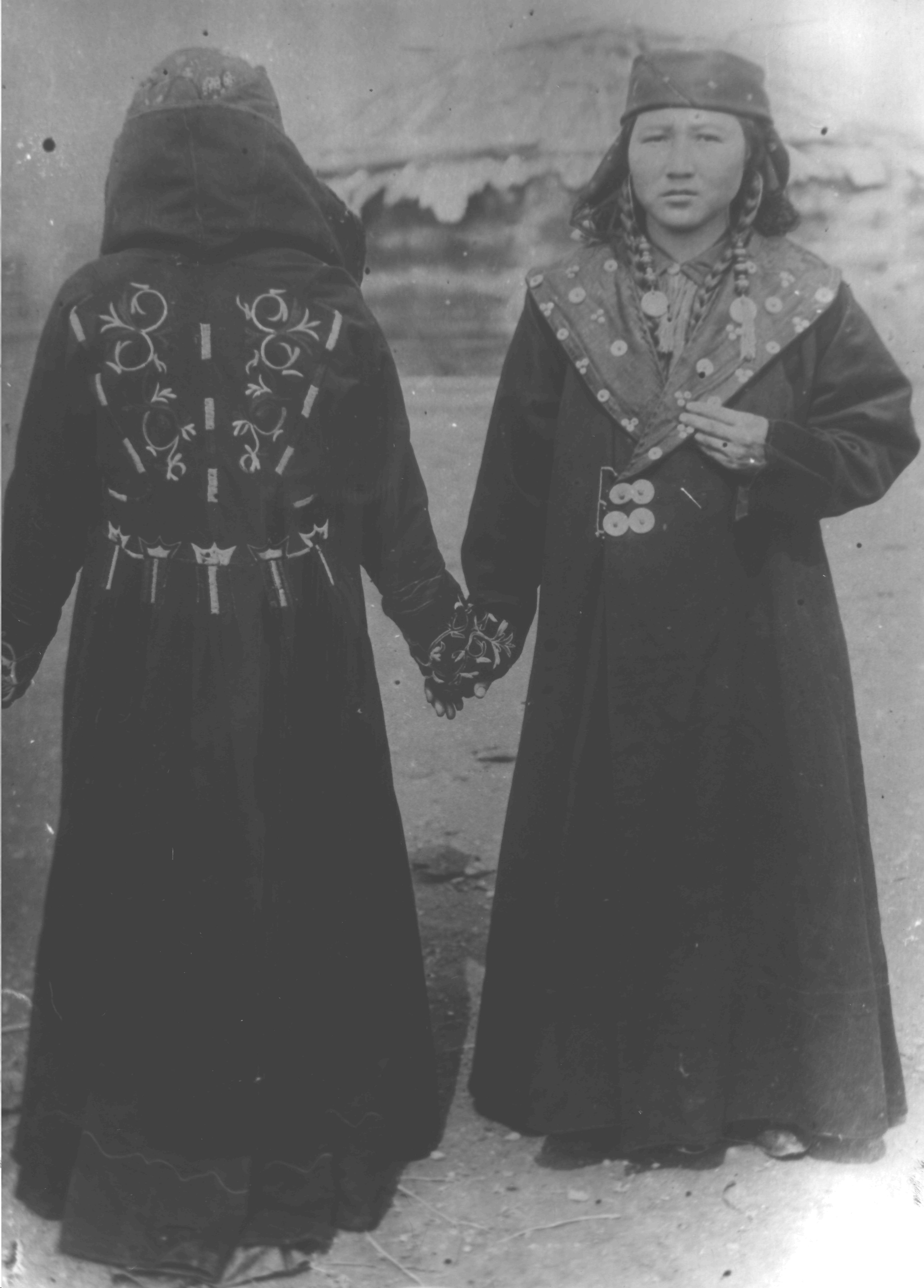
Сикпен

## Верхняя демисезонная одежда
Представлена суконными изделиями. Сагайцы такое пальто называли по материалу сикпен кип (суконная одежда). Накидка или сикпен по покрою почти не отличалась от русского армяка. Она имела широкий и прямой покрой, шилась на подкладке c широким воротником шалью, застёгивалась на одну пуговицу, запахивалась слева направо и подпоясывалась. Эта одежда была преимущественно достоянием зажиточных хакасов. Женский сикпен шили из сукна или плиса с широким воротником шалью. Покрой его совпадал с покроем зимней шубы. У многих сикпен на спине украшался вышивками, а спереди перламутровыми пуговицами Запахивался сикпен левой полой на правую, Застёгивался на две пуговицы. Пожилые женщины в аалах сикпен носят по сей день.
Среди хакасов было распространено ношение однорядки (таар), изготовлявшейся из пряжи овечьей шерсти. Однорядка делалась прямого покроя с широким отложным или узким круглым воротником. Кызыльцы однорядку ткали сами. Сагайцы сами заготавливали только пряжу, ткать отдавали русским мастерам. Однорядка среди качинцев встречалась редко,

## Поясная одежда
Подразделялась на нижнюю («ыстан») и верхнюю — штанов («чанмар»). Женские панталоны обычно шились из синей дабы. Мужские штаны шились из покупной материи, покрой их был более узкий, чем это было принято у русских крестьян. Застёгивались они на одну пуговицу. У подтаёжной части хакасов штаны часто шили из холста. Зажиточные, особенно байская верхушка, имели специальные праздничные плисовые штаны, у которых клапаны карманов украшались узором, вышитым шёлковыми нитками или полосками цветной материи.

## Верхняя распашная одежда
Была представлена халатами. Мужской назывался «чимңе» и как и любая другая мужская верхняя одежда, обязательно подпоясывался кушаком (хур), концы которого завязывались и свисали спереди. С левой стороны кушака прикреплялся нож в деревянных орнаментированных оловом ножнах, а за спиной привешивалось на цепочке серебряное огниво. Курительную трубку («хаңза») вместе с кисетом мужчины носили в кармане, а женщины — за голенищем сапога. Хакасские трубки инкрустировались оловом или серебром.
Замужние женщины поверх праздничного костюма (халатов и шуб прямого покроя) обязательно надевали своеобразную безрукавку («сегедек»). Девушки и вдовы не имели права носить подобный наряд. По праздничным дням молодые женщины надевали распашной кафтан «секпен» или «хаптал» из тонкого чёрного сукна. Воротник покрывался красным шёлком или парчой. Обшлага рукавов шились из чёрного бархата или плиса и украшались шёлковыми узорами. Обшлага обычно делались со скошенным выступом в форме конского копыта («омах»).

## Зимняя одежда

Зимняя одежда

Зимняя одежда основной деталью имела шубу — «тон», которая кроилась в талию, с узкими клиньями, расширяющимися к подолу. Длина шубы сзади доходила до пят, а спереди чуть короче. Запахивалась шуба слева направо. Рукава — с глубокой проймой заканчивались полукруглым выступом, прикрывавшим руку. Ворот (мойдырых) делался из овчины же отложным и круглым. Левая пола, подол, обшлага были опушены узкой полосой меха (хуба), составленной из передних лапок белок и соболей, нашитых в два ряда. На одну опушку уходили до 300 лапок зверьков. У зажиточных хакасов на такой шубе рядом с опушкой, примерно такой же ширины, пришивалась полоса из плиса. Шуба застёгивалась у ворота и подпоясывалась. Богачи праздничные шубы шили из чернёной овчины или покрывали чёрным плисом. Ворот, обшлага, хуба такой шубы делались из меха выдры. Такая парадная шуба («купейке») украшалась вышивкой. Хакасская шуба с широким подолом была удобна для верховой езды в зимнее время.
Основная масса населения носила овчинные шубы, богатые носили дорогие шубы из меха пушных зверей. Многие бедняки ходили в шубах и летом. В жару руки вынимали из рукавов, и шуба спадала с плеч, полностью обнажая торс; при этом она прочно держалась на кушаке.
Женская шуба, как и платье, по покрою была похожа на мужскую. Запахивалась она также слева направо. Застёгивалась на пуговицы, но не подпоясывалась. В отличие от мужской женская шуба чаще шилась с воротником из мерлушки. Полы, подол и рукава оторачивались мехом шириной примерно, в 10—12 см. Для оторочки употреблялся мех с овечьих ног (хой пысхагы хуба), с беличьих (тиин пысхагы хуба) и мех с ног соболя (харсах хуба). Праздничные шубы сверху меховой оторочки украшались широкой полоской цветной материи (хаачы): сатина, шёлка, парчи. Спина же такой шубы вышивалась различными узорами, выполненными цветными шёлковыми нитками (чібек).
Зимой хакасы носили меховые штаны из овчины, телячьих и жеребячьих шкур, шерстью внутрь. Под меховые штаны надевали нижние штаны из ткани. На время зимнего охотничьего сезона готовили особую одежду: куртки и штаны из войлока, покрытого холстом. Для одежды катали войлок из весенней шерсти.

Хакасская сваха в шубе «идектіг тон» и шапке «тÿлгÿ пӧрік» (фрагмент фото С. Д. Майнагашева)

Парадная одежда для свах — шуба «идектіг тон» — украшалась на груди несколькими рядами радужной каймы — «чеек». Свадебная шуба отличалась своеобразным перехватом подола, отчего и получила название «идектіг» («с подолом»). Подол на уровне колен, с боков и сзади простёгивался девятью, одиннадцатью или тринадцатью рядами ниток. Получались сборки. Нижняя часть шубы, покрытая складками, образовывала подобие юбки. Ходить в свадебной шубе было неудобно, так как шаг сдерживался перехватом подола, но она хорошо сохраняла тепло. Поверх неё обязательно надевали безрукавку («сегедек»).

## Обувь
Мужчины и женщины носили так называемую «кӧм ӧдік» или «хара ӧдік» из кожи домашнего производства. Такая обувь шилась без каблуков. Голенище под коленами подвязывалось ремешками (поос). У подтаёжного населения голенище обуви часто делалось из холста. Кожаную обувь без каблуков хакасы носили зимой и летом, обернув ноги, вместо портянок, толстым слоем сухой мягкой травы (ӧлең от), которую для зимы заготавливали специально. Была у хакасов и специальная зимняя обувь. Мужская зимняя обувь шилась из конского в козьего (дикой козы) камуса. Она называлась пысхах ӧдік (по-сагайски), пысхах маймах (по-качински) Камусовая обувь была мягкой и тёплой, к тому же удобной для ходьбы. Женскую зимнюю обувь шили из овчины или козьей шкуры шерстью внутрь. Задники и подошва переда такой обуви обшивались кожей. Вместо стельки клали кусок войлока или овчины. Валяная обувь (катанки или пимы) среди хакасов стали появляться лишь в конце XIX века. Пимокатным делом сами хакасы почти не занимались, а валенки заказывали русским пимокатчикам. В процессе заимствования от русских, у хакасов появилась обувь на каблуках, напоминающая русские сапоги. Их хакасы шили сами из кожи своего производства. Подошвы и каблуки подбивались деревянными гвоздиками, ранты обуви подравнивались раскалённым в огне железом. Хакасские сапоги, в отличие от русских, шились на одну колодку. Чтобы обувь не стаптывалась, её ежедневно меняли с одной ноги на другую. Кожаную обувь окрашивали чёрной краской, получаемой от ржавого железа, время от времени смазывалась она конским салом или дёгтем.
Женская старинная обувь из быта вышла раньше, чем мужская. Так, кожаную обувь без каблуков с толстой подошвой к началу XX в. большинство женщин уже не носило. Она сохранилась лишь кое-где у подтаёжных кызыльцев, бельтыров и таштыпских шорцев.
Женские сапоги относились к русскому типу с острыми носками. Некоторые женщины шили себе летние праздничные сапоги на высоких каблуках. Иногда переда таких сапог украшались бисером. Зимние сапоги шили из овчин или козьей шкуры: переда и задники таких сапог, обычно сверху, обшивались фигурно вырезанной кожей. Переда иногда украшались вышивкой из цветных шёлковых ниток. Края голенища обшивались узкой полоской из цветной или чёрной ткани. Обувь, как и всю одежду, шили исключительно женщины. Праздничной обувью служили нарядные сапоги на низком каблуке и с толстой многослойной подошвой, толщиной в два-три пальца из пяти или семи слоёв сафьяновой кожи разного цвета. Цветные слои подошвы носят название сал. Эти сапоги украшались на подъёме мишурой и бисером. Когда всадница сидела верхом на лошади, сапоги смотрелись особенно нарядно.

## Головные уборы

Мужская шапка из меха

Для названия головных уборов в хакасском языке используется термин пӧpiк. Он является общетюркским и представлен практически во всех современных тюркских языках.
В конце XIX — начале XX в. хакасы использовали около десяти видов головных уборов. Они подразделялись на мужские, женские и детские, отличались по назначению, сезону, соответствовали социальному положению человека. По назначению выделялись нарядные и повседневные. По сезону — зимние хысхы пӧpik (зимняя круглая шапка с тульёй из овчины и с верхом из плиса) и летние чайгы пӧpik головные уборы. Разнообразен был покрой и материал их изготовления. Головные уборы как мужские, так и женские были почти одинаковой формы, сшитые из овчины или мерлушки с широким околышем и остроконечной тульёй.
При низких температурах к подобным шапкам пришивали кусок овчины в виде ушанки. Головными мужскими уборами служили войлочные шляпы, овчинные круглые шапки, рысьи малахаи, а по праздникам — бобровые шапки. Замужние и пожилые женщины зимой красовались в праздничных шапках (чапых). Над круглым околышем из меха выдры или бобра возвышалась плисовая или бархатная тулья, сшитая из четырёх длинных клиньев. Четыре её стороны и квадратный верх украшались разноцветными узорами, а на маковке укреплялась красная кисточка. Девушкам запрещалось носить этот головной убор.
В костюм свахи входил особый головной убор (тÿлгÿ пӧрік) из меха жёлтой или чернобурой лисы. Буквально тÿлгÿ — лиса. Высокие (до полуметра) поля шапки делались в виде кокошника с разрезом позади, а на их лицевой части нашивались полосы меха лисы или выдры. Шапка (тÿлгÿ пӧрік) надевалась поверх платка. Основа сверху и круглая тулья покрывались сукном, шёлком или парчой. На макушке прикреплялась красная кисточка. У качинцев и сагайцев мужским зимним головным убором служили двойные меховые шапки с околышем. Верх шапок иногда делали из материи. Мужская шапка-ушанка шилась из различных мехов. Но чаще всего из мерлушки (хураган тepiзi пӧpik). Зажиточные хакасы и баи по праздникам носили шапку из меха выдры (хамнос пӧpik) и бобра. Последнюю шили, как правило, с широким околышем и с четырёхклиновой плисовой тульёй. Следует упомянуть, что хакасы в XIX веке бобров не промышляли, так как они были хищнически истреблены промысловиками ранее. По-видимому, бобровый мех приобретался на рынках. Летний мужской головной убор у качинцев и сагайцев — небольшая круглая шапка из овчин. У кызыльцев мужчины носили покупные картузы или войлочные самодельные шляпы. Но в XIX в. было распространено ношение покупных войлочных и фетровых шляп (слепе) с широкими полями, а также покупных картузов (картус пӧpik).

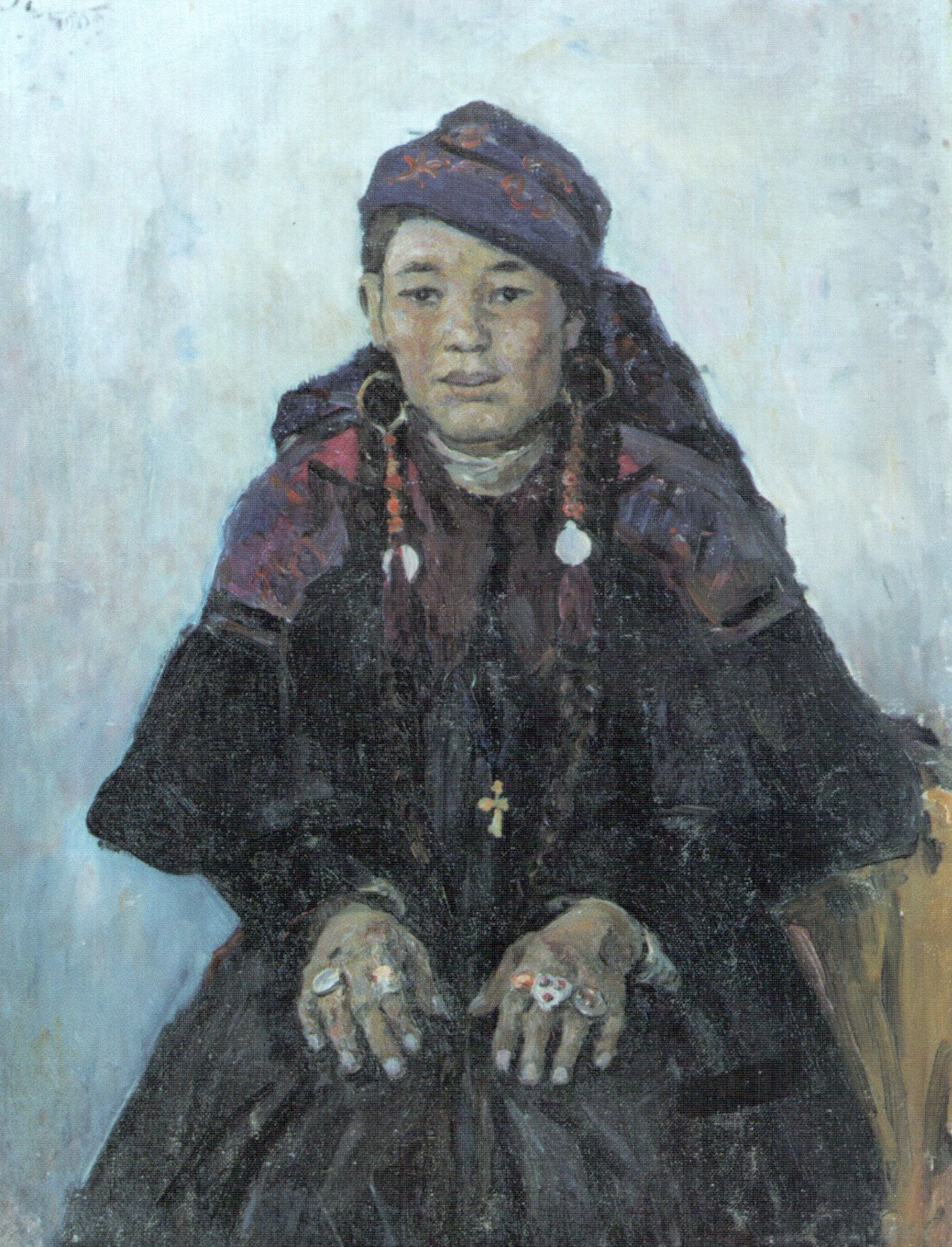
Хакаска в платке на этюде В. И. Сурикова

Женщины носили меховые шапки, сшитые из четырёх треугольных клиньев мерлушки, покрытые сверху мехом или материей с меховой оторочкой. Своеобразной была старинная женская шапка с меховым околышем и длинной висящей тульёй из материи, вышитой узорами. Такие шапки носили чаще всего замужние женщины. Наиболее распространённой, особенно в конце XIX в. и в нач. XX в. в была женская меховая шапка с полукруглым вырезом для лица и шеи. Самым распространённым же типом головного убора хакасской женщины был платок из ткани. Платки были покупные, в большинстве случаев с узорами и кистями. На зиму покупали шерстяные или суконные шали, называвшиеся саал плат (саал от шаль). В зажиточных семьях женщины имели по несколько цветных шёлковых и шерстяных платков. Платок складывался по диагонали пополам и завязывался на затылке.
К началу XX в. повседневным головным убором женщин был платок. В прошлом летним головным убором были вязаные колпаки, по типу совпадающие с татарскими колпаками; кроме того, женщины и девушки носили одинаковые с мужскими покупные войлочные шляпы с высокой тульёй. Зимние женские шапки были такие же, как и у мужчин. Шили их из овчины, мерлушки, меха выдры, лисицы, бобра, но чаще делали с плисовым верхом и меховым околышем, иногда всю шапку покрывали плисом.
Зимой женщины носили ещё шапку в виде глубокого капора; шили её обычно из четырёх пятиугольных клиньев, которые вершинами сходились вместе на макушке головы. Её шили из меха, покрывали плисом и оторачивали по краям мехом.
У качинцев бытовала ещё шапка покроя «конфедератка». Она имела высокую мягкую тулью, сшитую из четырёх пятиугольных клиньев, соединённых вместе на макушке и образующих четырёхугольный верх. Тулью делали из плиса и вышивали шёлком, верх её свободно падал на плечо. У кызыльцев женщины меховых шапок почти не носили, они пользовались русскими платками и шалями.
Кызыльцы шили шапки из шкур косули, из шкурок, снятых с ушей косуль и маралов, и иногда употребляли суконные шапки остроконечной формы на ватной подкладке.

## Рукавицы
Рукавицы (мелей) как мужские, так и женские имели одинаковую форму и отличались лишь размерами. При летних хозяйственных работах надевали кожаные рукавицы. Зимние рукавицы шили из белой и чёрной овчины с отделкой из материи. Отделка обычно делалась из двух узких полосок — тёмного и светлого плиса, парчи, шёлка, шерсти, сатина и ситца. Часто рукавицы оторачивались мехом. Рукавицы имели петельки-вешалки. Праздничные рукавицы покрывались материей (сукном, плисом и т. д.), тыльная сторона таких рукавиц украшалась вышивками из цветных шёлковых ниток.
С особенностями одежды было связано немало народных воззрений. Так, на шве рукава, под мышками и над обшлагами, оставляли полоски, называемые «хут сыынчан» — место притяжения души человека. Надо отметить также особое отношение хакасов к пуговицам («марха») и воротнику («мойдырых»), считавшимися хранителями души человека. При продаже одежды полагалось отпороть пуговицы, иначе вместе с ними «уйдёт счастье».